# Brice Feillu

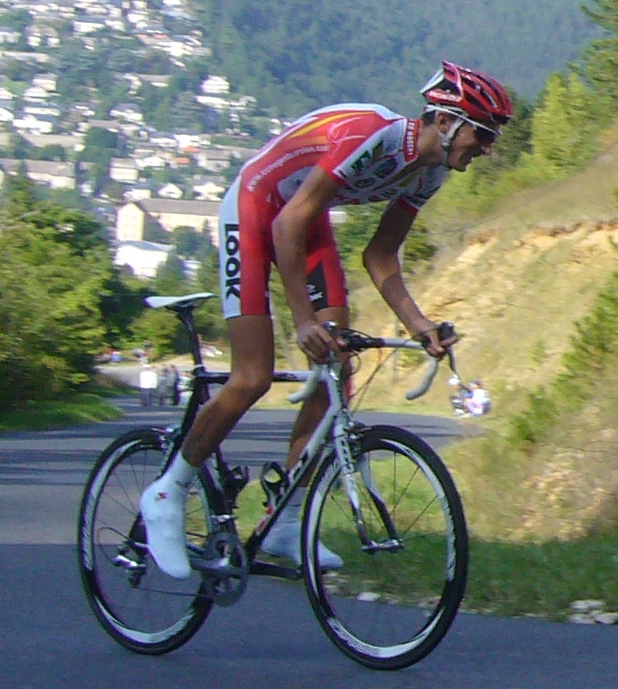
Lors de la dernière étape du Tour du Gévaudan 2008, dans la montée Jalabert à Mende.

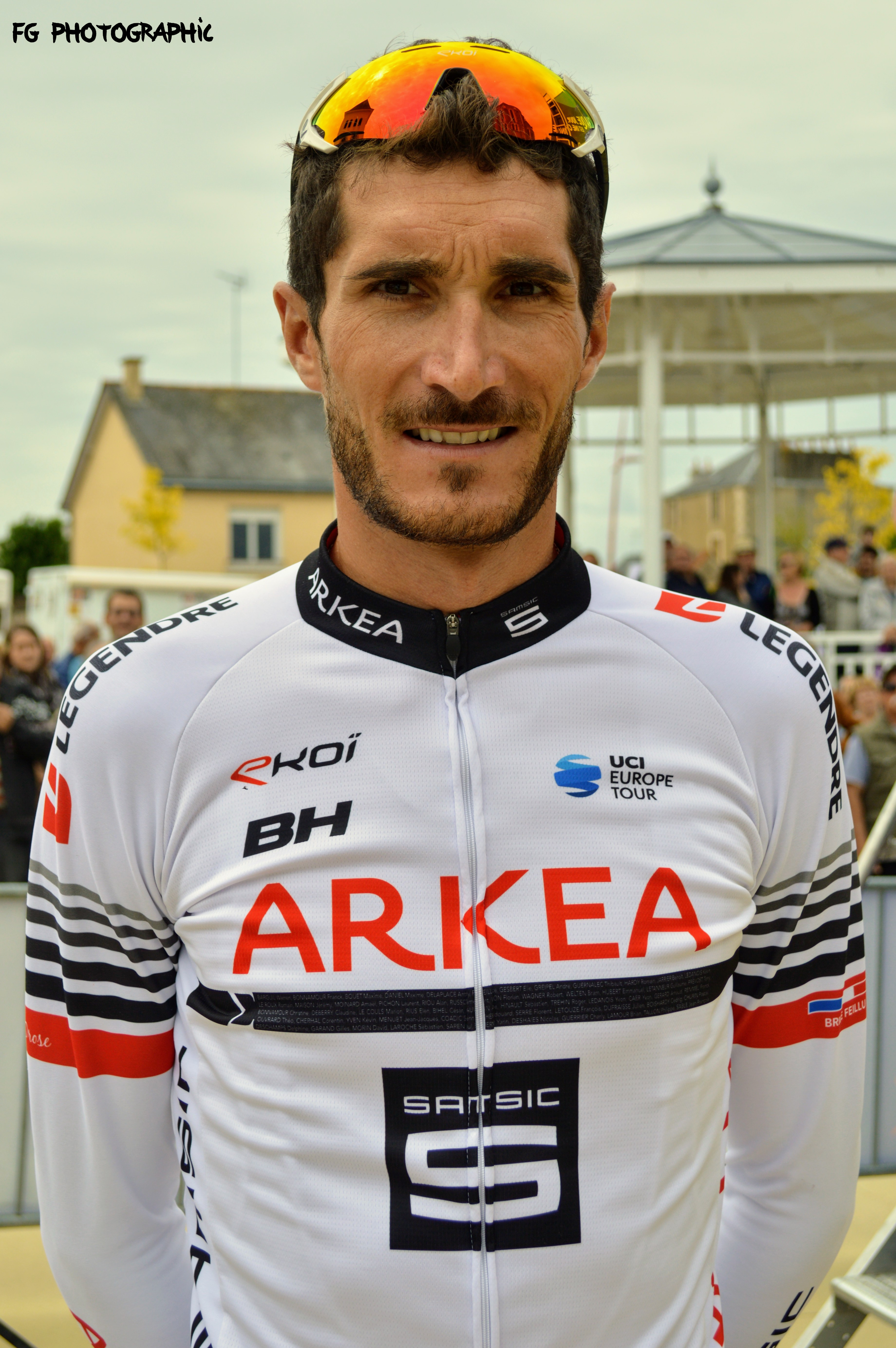
Brice FEILLU - Juin 2019

Brice Feillu, né le 26 juillet 1985 à Châteaudun, est un coureur cycliste professionnel français. Professionnel de 2009 à 2019, il a notamment remporté une étape du Tour de France 2009. Son frère Romain Feillu est également coureur professionnel.

## Biographie
Brice Feillu gagne en 2006 le contre-la-montre par équipes de la Ronde de l'Oise. Au cours de la saison 2008, il remporte trois épreuves amateurs, la Classique Sauveterre Pyrénées-Atlantiques, Paris-Ézy ainsi qu'une étape de Tour de Franche-Comté. Lors du Tour Alsace, il remporte la dernière d'étape sur le ballon d'Alsace. Ses résultats lui permettent de décrocher un contrat en tant que stagiaire dans l'équipe française Agritubel. Dès sa première course sous ses nouvelles couleurs, il se classe deuxième de la première étape de Paris-Corrèze, derrière le Japonais Miyataka Shimizu. 
Le 10 juillet 2009, Brice Feillu remporte sa première grande victoire en gagnant la 7e étape du Tour de France entre Barcelone et Andorre-Arcalis sur 224 kilomètres. Il endosse du même coup le maillot à pois de meilleur grimpeur, qu'il perd dès le lendemain. Il termine également troisième de l'étape vosgienne entre Vittel et Colmar. Il se classe 24e du Tour de France à un peu plus de 40 minutes du vainqueur.
En raison de l'arrêt de l'équipe Agritubel fin 2009, Brice Feillu et son frère Romain s’engagent avec l'équipe Vacansoleil pour 2010.
Pour l'année 2011, il signe en contrat en faveur de l'équipe des frères Schleck, Leopard-Trek, sans son frère cette fois-ci. Il est sélectionné pour participer au Tour d'Italie en remplacement du sprinteur italien Daniele Bennati, finalement forfait. Celui-ci se termine prématurément pour Feillu qui ne prend pas le départ de la cinquième étape, tout comme l'ensemble de son équipe, en raison de la mort pendant la course de son coéquipier Wouter Weylandt.
En 2012, il rejoint l'équipe Saur-Sojasun. Il termine à une bonne 18e place du classement général du Tour de Catalogne ainsi qu'à une sixième place du classement final du Tour du Portugal.
En 2014, il court sous les couleurs de la formation Bretagne-Séché Environnement et participe pour la quatrième fois au Tour de France. Il termine à la seizième place de l'épreuve. Il termine sa saison par une blessure au lunatum, après avoir craint une fracture du scaphoïde droit, lors d'une chute au cours de la quatrième étape de l'Eurométropole Tour,.
Au cours de l'année 2015, il se classe 98e du Tour de France.
Au premier semestre 2016, Brice Feillu gagne le classement de la montagne du Tour du Luxembourg au mois de juin. Deux semaines plus tard, il termine neuvième du Tour de Savoie Mont-Blanc. Engagé sur les routes du Tour de France, il s'y classe cinquième de la dix-septième étape, arrivant au sommet du site d'Émosson, et boucle l'épreuve en 70e position. Au mois d'octobre, il prolonge le contrat qui le lie à l'équipe continentale professionnelle française Fortuneo-Vital Concept.
En 2017, il s'illustre une nouvelle fois sur les routes du Tour du Luxembourg où il remporte le classement de la montagne pour la deuxième année consécutive. Deux semaines plus tard, il se classe quatrième de la Route du Sud. Il prend ensuite part à son septième Tour de France. Présent à plusieurs reprises dans des échappées, il se distingue notamment à l'occasion de la dix-huitième étape, où il prend la quinzième place au col de l'Izoard. Il conclut l'épreuve à la seizième place du classement général, égalant ainsi sa performance obtenue trois ans auparavant. Au sortir du Tour, il se classe sixième du Tour de l'Ain.
À l'issue de la saison 2019, il arrête sa carrière de coureur en même temps que son frère Romain.

### Triathlon
Après trois mois d'arrêt en 2020, il reprit le vélo pour le plaisir mais pas seulement, il a toujours été un bon nageur avec de bonnes sensations de glisse. Brice Feillu, s’est remis à la course à pied et à la natation. La passion de son adolescence, jusqu'à l’âge de 15-16 ans, il était licencié au club de triathlon de Vendôme. Il se remit au triple effort en 2021, avec une 14e place à l'Embrunman et une 17e place à l'Ironman France.

## Palmarès

### Palmarès amateur
- 2007
  - 3e étape de la Ronde de l'Oise (contre-la-montre par équipes)
  - 2e de Paris-Ézy
- 2008
  - Paris-Ézy
  - Classique de Sauveterre
  - 5e étape du Tour de Franche-Comté
  - 5e étape du Tour Alsace
  - 2e du Grand Prix de Luneray
  - 2e de Paris-Corrèze
  - 3e du Tour du Gévaudan Languedoc-Roussillon

### Palmarès professionnel
- 2009
  - 7e étape du Tour de France
- 2014
  - 2e des Boucles de la Mayenne

## Résultats sur les grands tours

### Tour de France
7 participations
- 2009 : 25e, vainqueur de la 7e étape
- 2012 : 91e
- 2013 : 104e
- 2014 : 16e
- 2015 : 98e
- 2016 : 70e
- 2017 : 16e

### Tour d'Italie
1 participation
- 2011 : non-partant (5e étape) (à la suite du décès de Wouter Weylandt lors de la 3e étape)

## Classements mondiaux
| Année                  | 2007   | 2008 | 2009 | 2010 | 2011 | 2012 | 2013   | 2014 | 2015 | 2016   | 2017 |
| ---------------------- | ------ | ---- | ---- | ---- | ---- | ---- | ------ | ---- | ---- | ------ | ---- |
| Calendrier mondial UCI |        |      | 117e |      |      |      |        |      |      |        |      |
| UCI Europe Tour        | 1 108e | 204e | 966e | 661e |      | 335e | 1 072e | 158e | 854e | 1 118e | 398e |